# Neurotic Records
Neurotic Records – holenderska niezależna wytwórnia płytowa, specjalizująca się w death metalu, założona pod koniec 2003 roku przez Ruuda Lemmena. Siedzibą Neurotic Records jest Tilburg.
Pierwszym zespołem, który podpisał kontrakt z Neurotic Records, jest duńska deathmetalowa grupa Corpus Mortale.
Od 2004 roku wytwórnia organizuje coroczny festiwal Neurotic Deathfest, na którym wystąpiły m.in. następujące zespoły: Psycroptic, Grave, Immolation, Krisiun, Napalm Death, Hate Eternal, Behemoth, Entombed, Suffocation.

## Artyści
Lista zespołów aktualna na dzień 13 lutego 2010 roku.
- Arsebreed
- Corpus Mortale
- Disavowed
- Enemy Reign
- Flesh Made Sin
- Kronos
- Panzerchrist
- Prostitute Disfigurement
- Spawn of Possession
- The New Dominion
- Visceral Bleeding

Z Neurotic Records współpracowali również:
- Psycroptic
- Ruins
- Sauron
- Sickening Horror
- Ulcerate

## Wydawnictwa
Opracowano na podstawie materiału źródłowego.
| Data wydania         | Numer katalogowy | Zespół                   | Tytuł                          |
| -------------------- | ---------------- | ------------------------ | ------------------------------ |
| 24 listopada 2003    | NRT030001        | Corpus Mortale           | With Lewd Demeanor             |
| 8 maja 2004          | NRT040002        | Visceral Bleeding        | Transcend into Ferocity        |
| 21 października 2004 | NRT040003        | Sauron                   | For a Dead Race                |
| 18 kwietnia 2005     | NRT050004        | Visceral Bleeding        | Remnants Revived               |
| 6 czerwca 2005       | NRT050005        | Prostitute Disfigurement | Left in Grisly Fashion         |
| 15 sierpnia 2005     | NRT050006        | Ruins                    | Spun Forth as Dark Nets        |
| 31 października 2005 | NRT050007        | Arsebreed                | Munching the Rotten            |
| 13 lutego 2006       | NRT060008        | Psycroptic               | Symbols of Failure             |
| 31 maja 2006         | NRT060009        | Spawn of Possession      | Noctambulant                   |
| 28 sierpnia 2006     | NRT060010        | Panzerchrist             | Battalion Beast                |
| 27 listopada 2006    | NRT060011        | Ulcerate                 | Of Fracture and Failure        |
| 9 maja 2007          | NRT060012        | Visceral Bleeding        | Absorbing the Disarray         |
| 9 maja 2007          | NRT070013        | Disavowed                | Stagnated Existence            |
| 25 czerwca 2007      | NRT070014        | Sickening Horror         | When Landscapes Bled Backwards |
| 10 grudnia 2007      | NRT070015        | Corpus Mortale           | A New Species of Deviant       |
| 7 stycznia 2008      | NRT070016        | Prostitute Disfigurement | Descendants of Depravity       |
| 23 marca 2009        | NRT080017        | The New Dominion         | ...And Kindling Deadly Slumber |
| 29 czerwca 2009      | NRT090018        | Flesh Made Sin           | The Aftermath of Amen          |